# کورنان
روستای ترم تای (کورنان) یکی از روستاهای بخش بام و صفی‌آباد در شهرستان اسفراین استان خراسان شمالی است. ین روستا در دهستان بام قرار دارد.

### موقعیت و تاریخچه

#### وجه تسمیه
طبق اسناد موجود نام دهکده ترم تای می‌باشد که نوع و گونه ای از شاهین می‌باشد. در ده‌های اخیر به علل نامعلومی به کورنان مشهور گردید که پایه معلومی ندارد.
تاریخچه روستا
از آغاز پیدایش آن اطلاعاتی در دست نیست اما به روایت تاریخ ، مردمان این سرزمین به ترکی بیات تکلم میکردند تا اینکه در زمان صفویه کرمانج ها از غرب به شرق آمدند که معروف ترین آنها شخصی بوده است به نام توحید خان از طایفه قهرمانلو ، که ایشان در روستای زینکانلو از توابع شهرستان فاروج زندگی می‌کرده است که تنها پسرش حسن ، زندگی عشایری دامپروری داشته است بعد از فوت ایشان پسرش حاجی اسکندر قهرمانلو برای داشتن مراتع و ییلاق بهتر به این سرزمین کوچ می کند. حاجی اسکندر پنج پسر داشته است به نام های حاجی محمدعلی ، نوروزمحمد ،حاجی شیرمحمد ،حاجی محمدحسین و کربلایی نورمحمد که در این روستا و روستای همجوار بنام آقچ ساکن شدند و فامیل های وابسته به این طایفه : مهماندوست ، نوری ، توسلی ، اسکندری ، خضری ، افسرده می باشند که دستخوش تغییر شده است و شاید به کلمه دیگری تغییر نام داده‌اند.

## کوه‌های روستا
1. کوه شاه جهان در غرب
2. کوه تاتری و باباسبز در شرق
3. بلندی‌های صلح چین و الماجوق در جنوب
4. بلندی‌های خانه سنگی در شمال

## آب و هوای روستا
آب و هوای روستا مرطوب با تابستان‌های گرم و زمستان‌های سرد و نسبتاً مرطوب است. درجه حرارت هوا در گرمترین موقع سال در ماه‌های مرداد (برج اسد) و شهریور (برج سنبله) تا ۳۵درجه سانتیگراد می‌رسد و بارش باران به صورت پراکنده از ماه اردیبهشت (برج ثور) تا دی ماه (برج جدی) است.

### آب‌های سطحی
رود زاوه سیر

### رودخانه‌ها
رودخانه فصلی قره سو از این روستا می‌گذرد